# Łeonid Szlifer
Łeonid Josypowycz Szlifer, Leonid Iosifowicz Szlifer (ukr. Леонід Йосипович Шліфер, ros. Леонид Иосифович Шлифер, ur. 1 kwietnia 1927 w chutorze Nowaja Osipniażka w rejonie aleksandryjskim w obwodzie kirowohradzkim, zm. 19 listopada 2008 w Kijowie) – radziecki i ukraiński działacz gospodarki rolnej, dwukrotny Bohater Pracy Socjalistycznej (1965 i 1986).

## Życiorys
Uczył się w szkole w rodzinnej wsi, po ataku Niemiec na ZSRR został ewakuowany do obwodu saratowskiego i we wrześniu 1941 został agentem pocztowym w biurze łączności, w październiku 1942 zbiegł na front i do maja 1945 służył jako mechanik w pułku lotnictwa szturmowego. Wraz z pułkiem przeszedł szlak bojowy od Stalingradu do Królewca. Próbował wstąpić do wojskowej szkoły artylerii, jednak nie został zakwalifikowany przez komisję lekarską i potem został zdemobilizowany. W 1946 wrócił do obwodu kirowohradzkiego, gdzie pracował w obwodowych organach finansowych, w 1949 został kierownikiem rejonowego oddziału finansowego, ukończył Humański Instytut Rolniczy (obecnie Humański Państwowy Uniwersytet Agrarny). 26 stycznia 1953 został przewodniczącym kołchozu im. Stalina we wsi Timofiejewka, gdzie wyróżniał się zdolnościami organizacyjnymi, przyczyniając się do znaczącego wzrostu plonów; po przyłączeniu do tego kołchozu kilku innych przyjął on nazwę "Zaria Kommunizma", którym Szlifer kierował do 1991. Po rozpadzie ZSRR został przewodniczącym zarządu kolektywnego przedsiębiorstwa rolnego "Zaria", później dyrektorem spółki "Chlieborob Ukrainy", w 2000 przeszedł na emeryturę, mimo to do końca życia był dyrektorem spółki "Dobrobut". W czasach ZSRR był deputowanym do rady wiejskiej, rejonowej i obwodowej, a od 1989 do 1991 był deputowanym ludowym ZSRR. Był delegatem na trzy zjazdy KPZR i na zjazd kołchoźników ZSRR w 1975. Trzynastokrotnie otrzymał Złoty Medal Osiągnięć Wystawy Gospodarki Narodowej ZSRR.

## Odznaczenia
- Medal Sierp i Młot Bohatera Pracy Socjalistycznej (dwukrotnie, 31 grudnia 1965 i 8 maja 1986)
- Order Lenina (pięciokrotnie, 31 grudnia 1965, 8 kwietnia 1971, 8 grudnia 1973, 22 grudnia 1977 i 8 maja 1986)
- Order Wojny Ojczyźnianej I klasy (11 marca 1985)
- Order Czerwonego Sztandaru Pracy (26 lutego 1958)
- Order „Za zasługi” II klasy (Ukraina, 4 maja 2007)
- Order „Za zasługi” III klasy (Ukraina, 6 maja 1997)

I inne.